# 前田京子
前田 京子（まえだ きょうこ、1966年 - ）は、日本の心理カウンセラー、心理テスト作家、人財育成コンサルタント、千葉商科大学大学院商学研究科客員講師、（株）シンフォニア所属タレントである。

## 人物
1966年、埼玉県川口市出身。現在千葉県在住。
1987年短期大学卒業後、証券会社にて7年勤務。退社後、派遣社員の経験を経て、建築会社に就職、営業事務・役員秘書などを務めた。
1995年より、心理カウンセリングを学ぶ。
1995年阪神・淡路大震災では、『心のケア』のボランティア活動を経験する。
その後、民間の心理カウンセラー養成学校にて、心理カウンセリング活動に従事。
2000年よりコーチングスキルを学び、コーチとしての活動も行う。
2001年7月前田京子カウンセリング事務所を設立。同代表の心理カウンセラーやコーチとして活動。

### 資格
産業カウンセラー
SATコーチャーアドバンス
親学カウンセラー資格
親学カウンセリングインストラクター
DiSCインストラクター

## 所属会員
・産業カウンセラー協会
・ヘルスカウンセリング学会
・親学カウンセリング協会

## 認定
2006年1月船橋商工会議所より「子育て支援優良事業所」の認定を受ける。
2006年3月千葉県知事より「社員元気！いきいき優良企業」の認定を受ける。

## 著書
- 「15才から始まる人生設計ノート」（2006年、7月成美堂出版）
- 「ホンネがわかる心理テスト」（2007年、5月西東社）
- 「気になる！恋愛心理テスト」（2008年、1月西東社）
- 「ビジネス女子力」（2008年、12月TAC出版）
- 「幸せな結婚のための婚活心理テスト」（2010年、3月主婦の友社）
- 男心のホンネ女ココロがわかる恋愛テスト50」（2011年、3月泉新書）

## 雑誌
- 2009年3月 WEBサイト「オトメスゴレン」 コラム「新刊LOVE本徹底研究」
- 2009年8月 株式会社小学館 AneCan 7月号 「恋愛の素朴な疑問にプロがお答えします！」提供
- 2009年11月 株式会社主婦の友社 ゆうゆう11月号 「伝え上手・断り上手」提供
- 2010年1月 株式会社日経BP 日経ウーマン1月号 「心がけ＆プチ行動で誰でも整理上手になれる」提供
- 2010年4月 株式会社日経BP 日経ウーマン4月号 「ほしいのは、ゆるっと続くいい関係…出会う力＆つなげる技術」心理テスト提供。コメント提供
- 2010年10月27日発売 マガジンハウス an・an『明日は我が身？！あなたがなりうる”セカンド女”像を判定！』心理テスト提供
- 2010年12月1日発売 マガジンハウス an・an『あなたの知らない意外な恋のツボ』心理テストとコメントを提供

## TV・ラジオ出演
- 「マルバレ!」（日本テレビ 2006年2月～3月）レギュラー出演
- 「おもいッきりイイ!テレビ」（日本テレビ 2008年2月）出演
- 「世界まる見え！テレビ特捜部」（日本テレビ 2008年6月）出演
- 「ボニータ！ボニータ！」（テレビ愛知 2008年8月）出演
- 「おもいッきりイイ!テレビ」（日本テレビ 2009年2月）出演
- 「おもいッきりDON!」日本テレビ2009年8月）出演
- 「鈴木おさむのよんぱち」東京FM2010年4月）結婚特集に出演
- 「 レコ☆Hits!」(日本テレビ 2010年) ゲスト出演